# Kaspars Ozers
Kaspars Ozers (Tukums, 15 de setembre de 1968) va ser un ciclista letó que fou professional de 1994 a 1997. Va començar a competir encara sota bandera de la Unió Soviètica. Del seu palmarès destaca la medalla de plata al Campionat del món en ruta amateur de 1993 darrere de l'alemany Jan Ullrich.

## Palmarès
- 1990
  - Vencedor d'una etapa al Cinturó a Mallorca
- 1994
  - Vencedor d'una etapa al Circuit franco-belga
  - Vencedor d'una etapa al Regio-Tour

### Resultats al Tour de França
- 1995. Fora de control (3a etapa)
- 1996. Abandona (6a etapa)

### Resultats a la Volta a Espanya
- 1995. 101è de la classificació general